# Sebastián Keitel
Sebastián Keitel Bianchi (Santiago, 14 de febrero de 1973) es un atleta especialista en carreras de velocidad y político chileno. Se desempeñó como diputado de la República en representación del distrito n.° 9, durante el período legislativo 2018-2022. Desde marzo de 2022, ejerce como senador representando a la Circunscripción n.° 10 (correspondiente a la Región del Biobío) por el período 2022-2030.

## Biografía
Nació en 1973. Creció en una familia de ascendencia alemana relacionada con el atletismo, ya que su padre, Alberto Keitel, fue plusmarquista también en 100 y 200 m lisos y su abuelo plusmarquista nacional de los 100 m lisos. Su abuela, María Cristina Böke, también fue atleta y logró ser campeona sudamericana de disco. Estudió en el Colegio del Verbo Divino.
En el año 1991, cursa un trimestre intensivo de inglés en la ciudad de Austin, Texas, Estados Unidos. El año 1992, ingresa a la Universidad Blass Cañas, actualmente llamada Universidad Católica Silva Henríquez, donde estudió la carrera de Educación Física, aprobando el primer año. Posteriormente, el año 2003 realiza un curso de "Masaje deportivo, desbloqueo cervical-escapular y para vertebral", Sorisa Internacional y el año 2004 de "Entrenador de Atletismo", certificado por la International Association of Athletics Federations. El año 2009, cursa un Diplomado de Marketing, Gestión y Comunicaciones Deportivas, Universidad Gabriela Mistral.

### Carrera profesional
Consiguió destacar a nivel nacional y obtuvo muchas victorias en la década de 1990, entre ellas, campeón sudamericano juvenil en Lima en 1992, también ganó una medalla de bronce en el Campeonato Mundial de Atletismo en Pista Cubierta de 1995.
En el año 2000, cuando competía en Tenerife, España, tuvo una rotura del 80% del tendón derecho cortando la buena trayectoria que llevaba hasta el momento. Con la medicina alternativa, logró recuperarse óptimamente, pero en el 2004 volvió a sufrir una nueva lesión. Ese mismo año se desplazó a vivir en el sur, en Valdivia, para administrar unos negocios.
Compitió en los Juegos Olímpicos de Atlanta 1996, donde fue el abanderado olímpico de Chile, y compitió en los 200 metros planos, A los Juegos Olímpicos de Sídney 2000 y de Atenas 2004 no pudo asistir debido a la lesión antes mencionada, pero contaba con la marca clasificatoria.
Es importante destacar que Sebastián llegó a ser considerado como el hombre blanco más rápido de la historia, derivado del hecho que el año 1998 ocupó el quinto lugar en el ranking mundial en la prueba de 200 metros planos, siendo los cuatro atletas que lo antecedían de raza negra. Hoy aquel título lo detenta el francés Christophe Lemaitre, quien en 2010 fue el primer blanco en bajar la barrera de los 10 segundos en los 100 metros.
En el año 2002, Sebastián corrió contra un caballo en el Club Hípico de Santiago, ganándole por centésimas, lo que lo convertiría en el primer hombre en ganarle a un caballo en la historia.

### Otras actividades
En 2012 participó como anfitrión del «pasado» en el reality show Mundos opuestos, transmitido por Canal 13 en Chile. Ese mismo año presentó su candidatura a concejal por Santiago en las elecciones municipales, como independiente apoyado por Renovación Nacional. El 2013 trabajó como anfitrión del Infierno en el reality show Mundos opuestos 2, en el y después se integró como jurado en el programa "Salta si puedes"

### Carrera Política
Formó parte de Evópoli desde 2017 hasta 2023, renunciando a la colectividad debido a diferencias con la directiva encabezada por Gloria Hutt.
En las elecciones parlamentarias de Chile en noviembre de 2017, salió electo diputado obteniendo el 8,97% con 30 237 votos, representando al Distrito 9, correspondiente a Quinta Normal, Cerro Navia, Lo Prado, Recoleta, Independencia, Renca, Huechuraba y Conchalí. Asumió el cargo de Diputado, el 11 de marzo de 2018, hasta misma fecha de 2022.
En las elecciones parlamentarias de Chile en noviembre de 2021, salió electo Senador, obteniendo el 11,70% con 64 261 votos, representando a la Región del Biobío.

## Marcas personales
- 100 metros - 10.10s - Lisboa          (1998)
- 100 metros - 10.10s - São Leopoldo    (1998)
- 200 metros - 20.15s - Santiago, Chile (1998)

Viento superior a 2 m/s 
- 200 metros - 19.89s (+ 2.1 m/s)

## Palmarés
- 2000 Medalla de bronce en 100, 200 m y en la posta 4 x 100 m, en el Campeonato Iberoamericano de Río de Janeiro
- 1999 Campeonato Sudamericano – Medalla de plata (100 m)
- 1999 Juegos Panamericanos – Medalla de Bronce (200 m)
- 1998 Récord nacional en 100 m lisos con su mejor marca 10.10 segundos
- 1998 Quinto clasificado en el ranking mundial de 200 metros de la Federación Internacional de Atletismo con 20.15 segundos
- 1997 Campeonato Sudamericano – Medalla de oro (100 metros)
- 1997 Campeonato Sudamericano – Medalla de plata (200 metros)
- 1996 Medalla de bronce en 200 metros en el Campeonato Internacional de Sevilla
- 1996 Medalla de oro en 100 y 200 metros en el Campeonato Iberoamericano de Medellín.
- 1996 Medalla de plata en 100 metros en el Centenario de los Juegos Olímpicos en Grecia.
- 1995 Juegos Panamericanos – Medalla de bronce (200 metros)
- 1995 Campeonato Mundial en pista cubierta – Medalla de bronce (200 metros)
- 1994  Mejor de los Mejores, elegido por el Círculo de Periodistas Deportivos.[11]
- 1994 Juegos Odesur Medalla de oro (200 metros) y Medalla de plata (400 metros).
- 1994 Campeón Iberoamericano en Mar del Plata– ( 200 y 400 metros)
- 1993 Campeón nacional adulto en 200 y 400 metros
- 1992 Campeón Sudamericano Juvenil en Lima en 200 metros.
- 1992 Récord nacional juvenil en 200 metros
- 1992 Campeón nacional juvenil en 100, 200 y 400 metros.

## Historial electoral

### Elecciones municipales de 2012
- Elecciones municipales de 2012, para el Concejo Municipal de Santiago[12] (Se consideran los candidatos con más del 2% de los votos)

### Elecciones parlamentarias de 2017
- Elecciones parlamentarias de 2017 a Diputado por el distrito 9 (Cerro Navia, Conchalí, Huechuraba, Independencia, Lo Prado, Quinta Normal, Recoleta y Renca)[13]

### Elecciones parlamentarias de 2021
- Elecciones parlamentarias de 2021, para la Circunscripción Senatorial nro. 10, Región del Bíobío